# República islàmica de Qaim
La República islàmica de Qaim fou constituïda a primers de setembre del 2005 a la ciutat de Qaim, de trenta mil habitants, a 2 km de la frontera de l'Iraq amb Síria.
La ciutat fou ocupada per la facció de la resistència iraquiana encapçalada per Abu Musab al-Zarqawi, que uns mesos abans havia reconegut el suprem lideratge de Bin Laden.
Els resistents van controlar la ciutat i van executar als considerats col·laboradors dels americans i del govern de Bagdad, imposant la xara o llei islàmica. Es va col·locar un cartell a l'entrada de la ciutat amb la llegenda "Benvinguts a la República islàmica de Qaim".
La bandera provisional de la República és la del grup de Zarqawi, "Monoteisme i guerra santa", que és negra amb un disc groc al mig, la xahada al damunt del sol i el nom del grup (en caràcters aràbics) a sota (tot en blanc).